# Oratorio della Concezione (San Casciano dei Bagni)
L'oratorio della Concezione è un luogo di culto cattolico che si trova a San Casciano dei Bagni, in provincia di Siena.

## Descrizione
È una piccola cappella con tetto a capanna e il prospetto principale ornato da un portale in travertino del secolo XV.
Si presenta ad unica navata e sull'unico altare in stucco è un grande ed insolito affresco, recentemente restaurato, raffigurante l'Allegoria della Concezione, attribuito a Niccolò Circignani detto il Pomarancio. Interessante anche l'acquasantiera datata 1596, con la vasca decorata da due serpentelli che convergono al centro.
Accanto all'altare maggiore è la lapide del Beato Pietro, eremita che qui, secondo la tradizione, morì di freddo nel 1638.